# 羽生パーキングエリア
羽生パーキングエリア（はにゅうパーキングエリア）は、埼玉県羽生市弥勒にある東北自動車道のパーキングエリア（PA）である。

## 概要
東北自動車道のPAとしては最も南に位置する。当PAを超えて南下すると首都圏内に入る事になる。更に南（東京寄り）には蓮田SAがある。PAとしては駐車台数も多く確保されており規模も大きいが、ガソリンスタンドは無い。
江戸時代にはこの付近に日光街道の栗橋関所が置かれており、江戸の出入口として機能していた。そのため、上り線では江戸の世界観に初めて触れる機会として、2013年12月にテーマ型エリア鬼平江戸処として「鬼平犯科帳」の世界観に基づく江戸風の建築にリニューアルされた。

一方、下り線は「道ナカ商業施設・Pasar」の第2弾としてリニューアル整備が行われ、双方とも特徴ある商業施設が多数立地するエリアとなっている。
施設が充実し、トイレの便器数も多く確保されているため、起点から見て次の佐野SAと共に団体客も多く利用している。

## 施設

### 上り線（東京方面）

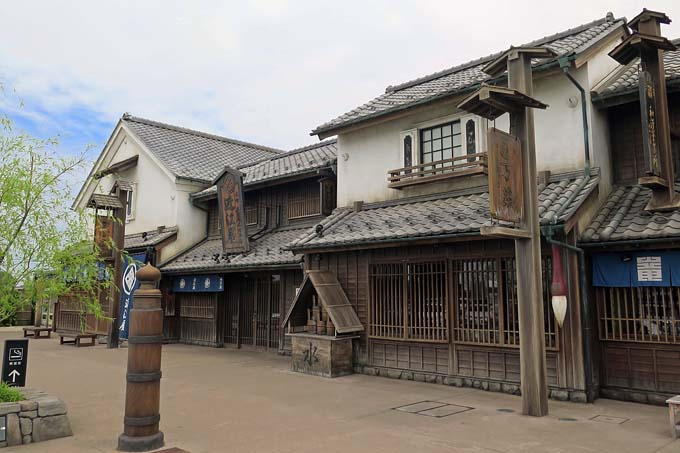
上り線施設「鬼平江戸処」（2015年5月）

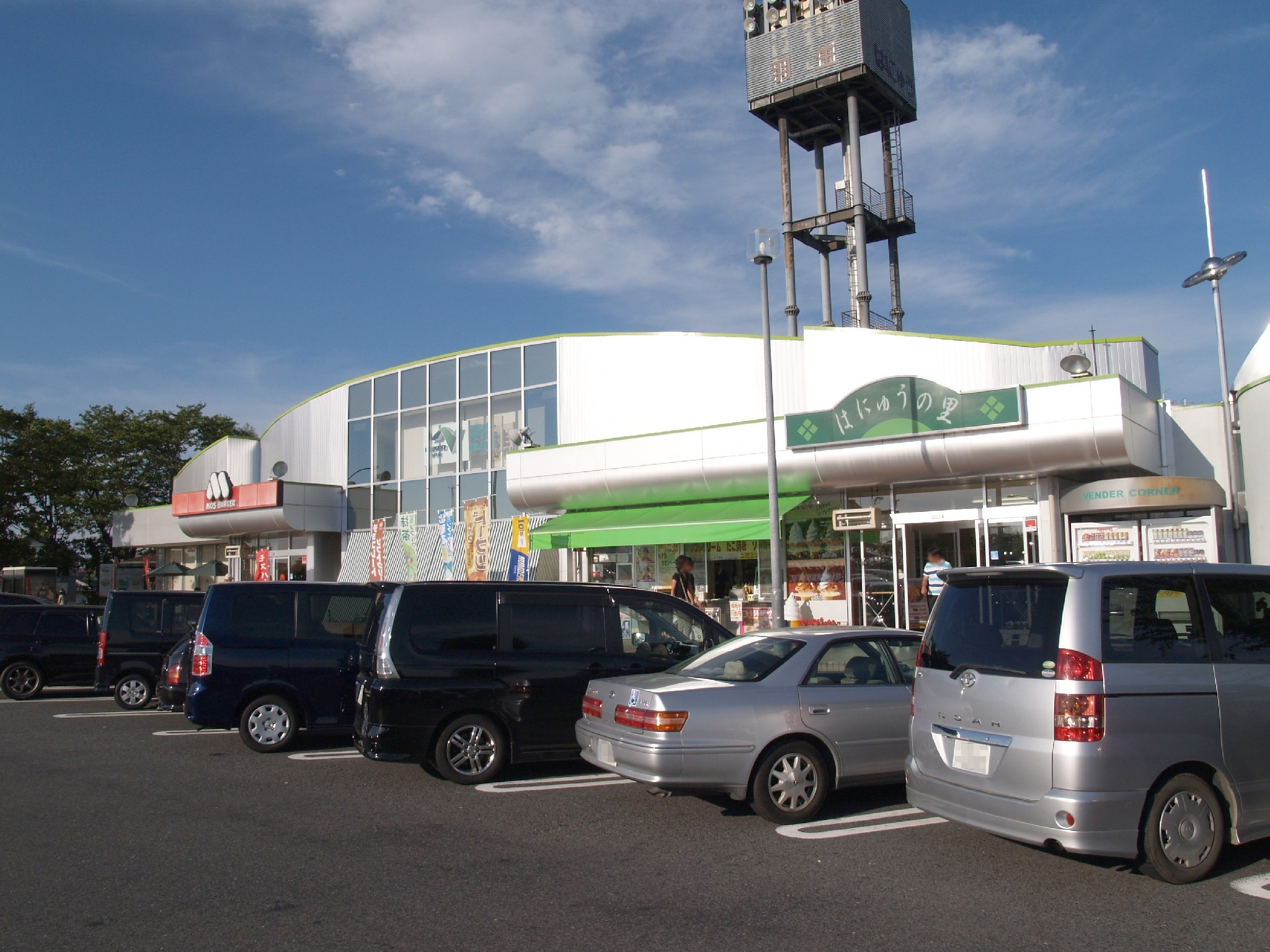
上り線施設（2010年8月）
※「鬼平江戸処」リニューアル前

近隣に栗橋関所があることや、2013年が池波正太郎の生誕90周年にあたることなどから、同年12月19日に池波の代表作『鬼平犯科帳』の世界観と江戸の街並みを再現した「鬼平江戸処」としてリニューアルオープンした。建物自体も、江戸時代の雰囲気を出すために、新築した江戸時代風の建物をエイジング加工することで雰囲気を再現している。正面手前に日本橋の高欄で使用されていた擬宝珠柱を忠実に再現した物が設置されている。
2013年12月19日のオープン当時は、大方の施設はオープンしていたが、一部未開業のエリアがあった。2014年3月に工事がすべて完了し、同時に一般道側にも駐車場と連絡通路が整備され、一般道からの利用も可能になった。
- 管理：ネクスコ東日本エリアトラクト[5]
- 駐車場[6]
  - 大型：148台
  - 小型：114台
  - 身障者用
    - 大型：1台
    - 小型：4台
- トイレ[6]
  - 男性：大17（和式3・洋式14）・小36
    - オストメイト対応設備が設置されている[7]。

  - 女性：58（和式11・洋式47）
    - オストメイト対応設備が設置されている[7]。
    - 同伴の男児用：3

  - 身障者用：2
- 軽食・カフェ・レストラン
店名は『鬼平犯科帳』の話中に登場するものを使用している。
  - 五鉄（提供：玉ひで）（10:00 - 21:00〈LO 20:30〉）[8]
  - 本所さなだや（監修：神田まつや）（10:00 - 21:00〈LO 20:30〉）[9]
  - 忠八（提供：鯉平）（10:00 - 21:00〈LO 20:30〉）[10]
  - 弁多津[11]（監修：たいめいけん）（7:00 - 22:00〈LO 21:30〉）[12]
  - 万七[13]（監修：なべ家）（7:00 - 22:00〈LO 21:30〉）[14]
  - 船橋屋（9:00 - 20:00）[15]
  - 屋台連（立ち食い処）（10:00 - 20:00）[16]
  - 文楽焼本舗（9:00 - 20:00）[17]
- 屋台連（みやげ処）（7:00 - 22:00）[18]
- かわら版（7:00 - 22:00）[19]
- 給電スタンド（24時間）
- 自動販売機
- E-NEXCO Wi-Fi SPOT
- 喫煙所
- 自動体外式除細動器（AED）
- ATM「イオン銀行」（7:00 - 22:00）[20]
- 車椅子無料貸し出し（7:00 - 22:00）
- ベビーコーナー （7:00 - 22:00）
- 高速道路サービス
  - ハイウェイ情報ターミナル（7:00 - 22:00）
  - ウォークインゲート
  - ETC履歴プリンタ（7:00 - 22:00）
  - ハイウェイスタンプ（24時間）

### 下り線（青森方面）
2009年11月18日に「Pasar（パサール）羽生」としてリニューアルオープンした。
- 管理：ネクスコ東日本エリアトラクト[5]
- 駐車場[22]
  - 大型：92台
  - 小型：170台
  - 身障者用
    - 大型：1台
    - 小型：5台
- トイレ[22]
  - 男性：大16（和式3・洋式13）・小38
    - オストメイト対応設備が設置されている[7]。

  - 女性：69（和式14・洋式55）
    - オストメイト対応設備が設置されている[7]。
    - 同伴の男児用：3

  - 身障者用：2
- 軽食・カフェ・レストラン[22]
  - ROYAL羽生洋食軒（平日：11:00 - 22:00(LO21:00)・土日祝：7:00 - 22:00(LO21:00)）
  - 羽生製麺処（24時間）
  - 胡麻唐屋（10:00-23:00）
  - 美彩屋（8:00 - 20:00）
  - よ〜いDON（7:00 - 21:30）
  - おこわ米八（9:00 - 20:00）
  - 神様ちゃんぽん（10:00～21:30）
  - ゴーゴーカレー（10:00 - 21:30）
  - スターバックスコーヒー（平日：7:00 - 22:00・土日祝：6:30 - 22:00）
  - ドンク・ミニワン（7:00 - 21:00）
- お土産・産直販売[22]
  - 世界一のアップルパイ 鎌倉 ミレメーレ（8:00 - 20:00）[23]
  - ずんだ茶寮Cafe（8:00 - 20:00、11月〜2月の平日：8:00 - 19:00）
  - 旬撰倶楽部（6:00 - 21:00）
- 生活・暮らし
  - コンビニエンスストア「ファミリーマート」（24時間）
  - ATM「イーネット」（24時間、ファミリーマート店内）
  - 自動販売機
  - E-NEXCO Wi-Fi SPOT
- 給電スタンド（24時間）[22]
- 喫煙所
- 自動体外式除細動器（AED）
- 車椅子無料貸し出し
- ベビーコーナー（7:00 - 23:00・12/28～1/4 24時間営業）
- 高速道路サービス
  - ハイウェイ情報ターミナル
  - ウォークインゲート[22]
  - ETC履歴プリンタ（7:00 - 22:00）
  - ハイウェイスタンプ（24時間）

## 隣
E4 東北自動車道
(5-1)羽生IC - 羽生PA - (6)館林IC